# 麻里也
麻里也（まりや、1987年6月28日 - ）は、日本の元女優、タレント。
東京都出身。ナウファッションエージェンシーに所属していた。

## 来歴・人物
2005年にインターナショナルスクールを卒業し、大学に進学する。
母は女優・タレントの秋川リサ。母方の祖父がアメリカ人である。
5歳の頃から、クラシックバレエに励み、抜群のスタイルをもつ。また特技は英会話、ピアノ、スノーボード、三味線、ドラムと幅広い。
ダンス・ヴォーカル・ユニットちっちゃいZ（ちっちゃいず）の結成当初のメンバーであったが2000年12月31日、脱退。2001年に、『3年B組金八先生』第6シリーズで女優デビュー。2004年、奥田瑛二が監督を務めた『るにん』に出演し、映画デビューを果たす。

## 主な作品

### テレビ
- 3年B組金八先生・第6シリーズ（2001年〜2002年・TBS）倉田正子役（伊藤麻里也名義）
- 金曜時代劇・秘太刀 馬の骨（2005年・NHK総合）多喜役
- 愛の劇場・家に五女あり（2007年・TBS）新井ナオミ役
- コード・ブルー -ドクターヘリ緊急救命-第6回（2008年8月・フジテレビ系）小田有美役（伊藤麻里也名義）

### 映画
- るにん（2004年）花鳥役
- ユビサキから世界を（2006年）ラン役
- 東京タワー 〜オカンとボクと、時々、オトン〜（2007年）（ボクが）堕落した日々の彼女役
- カンナさん大成功です!（2009年）対立派閥の一員役

### ファッションショー
- ROUROU秋冬コレクション（2006年）